# Christian Henry
Christian Henry (* 20. Juni 1948 in Sitten) ist ein Schweizer Druckgrafiker, Illustrator, Lithograf, Holzschneider, Zeichner und Maler.

## Werk
Christian Henry studierte an der Hochschule für Sozialpädagogik in Lausanne und besuchte anschliessend die Kunstakademie in Florenz und Amsterdam. In Moutier liess er seine Linolschnitte in der Kupferstichwerkstatt von Max Koller und Arno Hassler (* 1954) drucken.
Henry illustrierte in verschiedenen Drucktechniken Bücher der Dichter Pascal Rebetez, Tristan Sollier, Hughes Richard, Jojo Pellegry und Roland Biétry.
Als  Mitglied der jurassischen Sektion der GSMBA und der internationalen Vereinigung der Holzschneider Xylon stellte er seine Werke in Gruppenausstellungen aus.
1985 erhielt Henry den Kulturpreis der Stadt Moutier und 1986 den Preis der Stiftung Josef und Nicole Lachat. Zudem konnte er ein Atelier der Cité Internationale des Arts Paris beziehen.
Nach langjährigem Aufenthalt im Languedoc-Roussillon lebt er seit 2014 im Kanton Jura.